# Московская патриархия
Моско́вская патриархи́я — каноническое подразделение Русской православной церкви (РПЦ), объединяющее структуры, непосредственно руководимые Патриархом Московским и всея Руси.
Является религиозной организацией, зарегистрированной в качестве юридического лица, сведения о котором внесены в Единый государственный реестр юридических лиц и которому присвоен основной государственный регистрационный номер (ОГРН) 1037700011843. Московскую патриархию возглавляет Патриарх Московский и всея Руси.
Московскую патриархию не следует путать с Московским патриархатом: в официальной терминологии РПЦ, принятой с 1988 года, Московский патриархат есть другое официальное название РПЦ, наименование же Московская патриархия относится только к одному из её канонических подразделений.

## Структура
В структуру Московской патриархии входят:
- Административный секретариат Московской патриархии;
- Управление делами Московской патриархии;
- Финансово-хозяйственное управление Московского патриархата;
- Управление Московской патриархии по зарубежным учреждениям;
- Правовое управление Московской патриархии;
- Управление Московской патриархии по городу Москве;
- Служба делопроизводства Московской патриархии;
- Референтура Московской патриархии;
- Пресс-служба Патриарха Московского и всея Руси;
- Личный секретариат Патриарха Московского и всея Руси;
- Издательство Московской патриархии.